# Oskar Höcker
Oskar Höcker (13. června 1840, Eilenburg – 8. dubna 1894
Berlín) byl německý herec, spisovatel a dramatik.
Narodil se v Eilenburgu a studoval v Saské Kamenici. Poté se stal učněm u F.W. Portha, herce zaměstnaného na saském královském dvoře v Drážďanech. Hrál v Brémách, Rostocku, Liberci, Štětíně a Meiningenu a v letech 1866 až 1882 také v Karlsruhe. V roce 1883 se přesunul do Berlína.
Spisovatelství měl jako vedlejší povolání, aby uživil svou velkou rodinu (měl deset dětí). Jeho syn Paul Oskar Höcker se stal také spisovatelem.